# Église San Vito de Burano
L'église San Vito (église Saint-Vith) fut une église catholique de Venise, en Italie.

## Localisation
L'église San Vito fut située sur l'île de Burano.

## Historique
Les premiers documents historiques de l'église paroissiale datent de 1488. Les Bénédictins de Sainte-Marie de la Miséricorde de Noale, ayant fui leur monastère au moment de la guerre des collegati contre Venise, l'ont pris en concession en 1516. En 1518, ils eurent la permission de construire près d'un monastère, le Prieuré de Saint-Cyprien de Burano. Sous leur domination, l'église fut restaurée et consacré par l'évêque de Torcello, Giovanni Dolfin en 1564.
La communauté a été concentrée à la fin du XVIIIe siècle au monastère de San Mauro de Burano.